# Ulotrichopus primulina
Ulotrichopus primulina là một loài bướm đêm trong họ Erebidae.